# Ashraf Fayadh
Ashraf Fayadh (arabiska: اشرف فياض), även känd som Aschraf Fajadh, född 1980 i Saudiarabien, är en konstnär, poet och kurator av palestinskt ursprung. Han har varit verksam inom Saudiarabiens konstscen, arrangerat och hållit utställningar för saudiarabisk konst i Europa och Saudiarabien. Han var aktiv i den brittisk-arabiska konstorganisationen Edge of Arabia. 2015 dömdes han till döden för blasfemi, men straffet kom senare att omvandlas till åtta år i fängelse och 800 piskrapp.
Efter ett personligt gräl med en konstnärskollega på ett kafé greps Fayadh av landets religiösa polis år 2013 i Abha i sydvästra  Saudiarabien. Han släpptes mot borgen, men blev sedan åter arresterad och åtalad under början av 2014. Han dömdes till fyra års fängelse och 800 piskrapp. Vid ett överklagande blev hans fall åter prövat och en ny domare tilldelades hans fall. Domaren dömde Fayadh till döden. Han anklagades för att förespråkat ateism i sin diktsamling Instructions Within från 2008. Han hade varken tillgång till försvarsadvokat under arrestering eller åtal, och räknas som samvetsfånge av Amnesty International.
Fayadhs anhängare anser att han blivit straffad av hårdföra religiösa konservativa för att han laddat upp en video på en man som får utstå offentligt spöstraff av den religiösa polisen i Abha. Adam Coogle, en Mellanöstern-forskare för Human Rights Watch, ansåg att Fayadhs dödsdom tydliggjorde Saudiarabiens "totala intolerans mot de som inte delar det regeringsmandaterade religiösa, politiska och sociala synsättet".